# 高潔
| ウィキペディアには「高潔」という見出しの百科事典記事はありません（タイトルに「高潔」を含むページの一覧/「高潔」で始まるページの一覧）。 代わりにウィクショナリーのページ「高潔」が役に立つかもしれません。 |